# Feldkirchen an der Donau
Pour les articles homonymes, voir Feldkirchen.

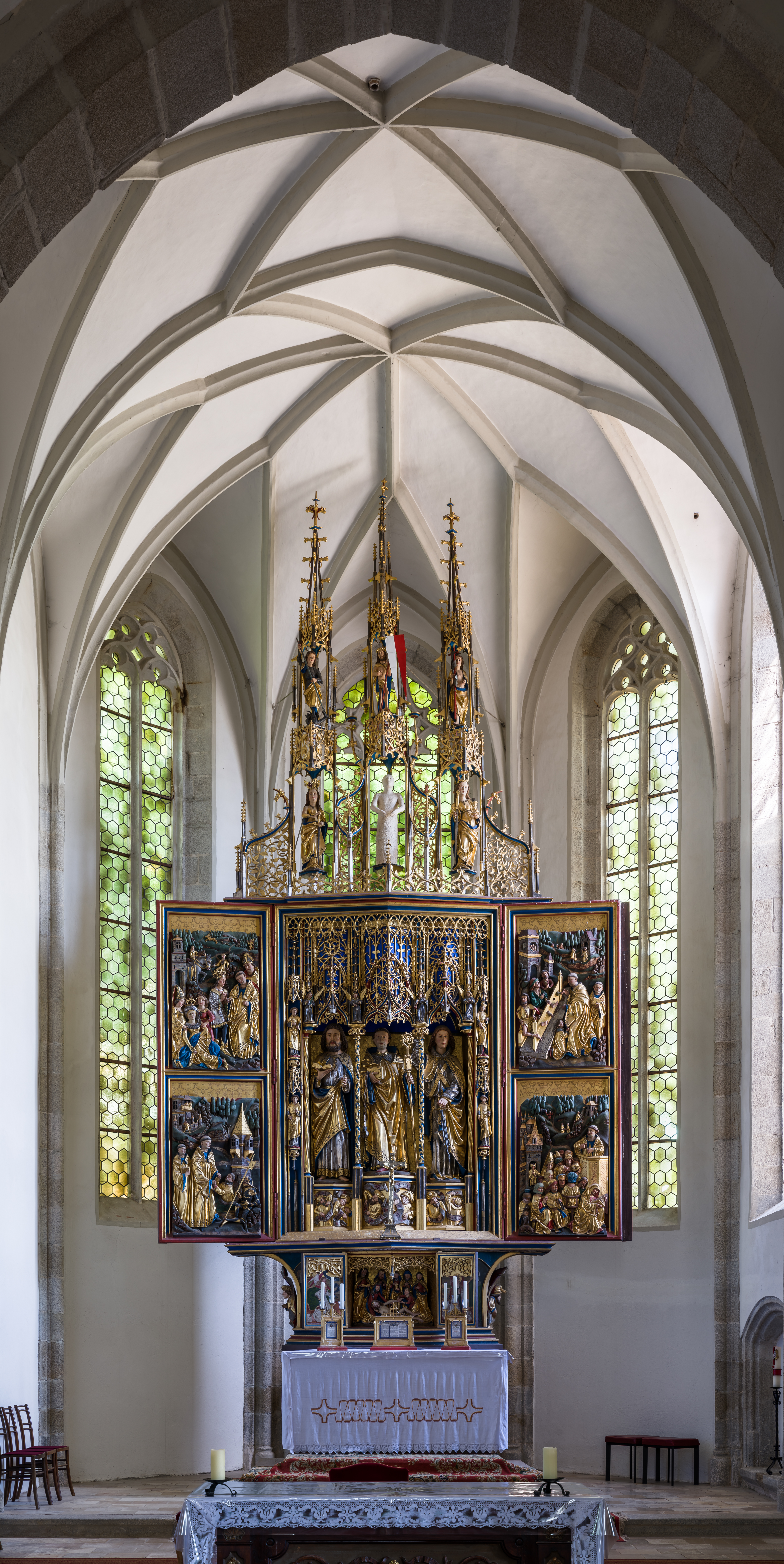
Autel (christianisme) de l'église Pesenbach, dans la municipalité de Feldkirchen an der Donau. Maître anonyme, daté de 1495.

Feldkirchen an der Donau est une commune autrichienne du district d'Urfahr-Umgebung en Haute-Autriche.